# 普爾普德瓦冰川

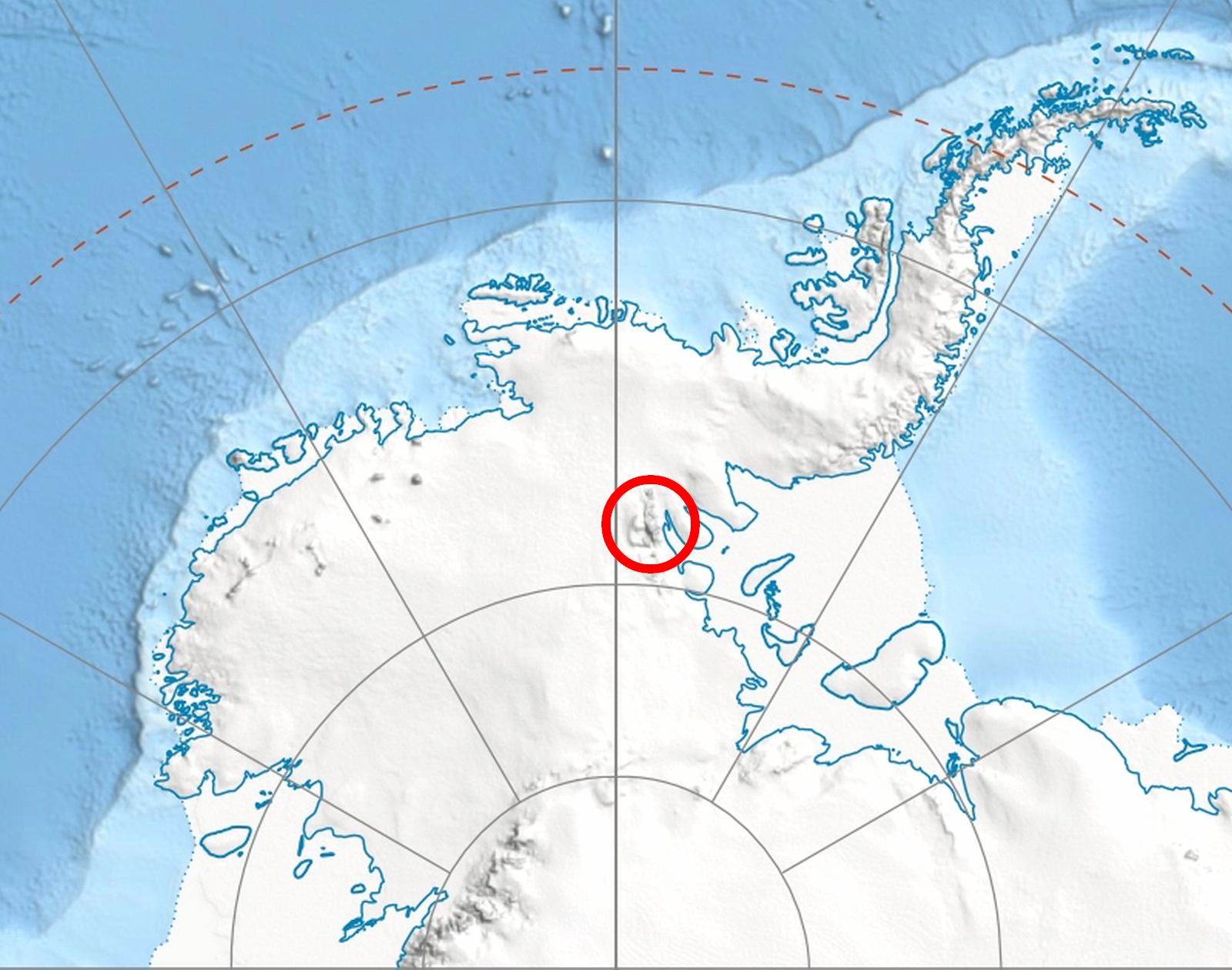

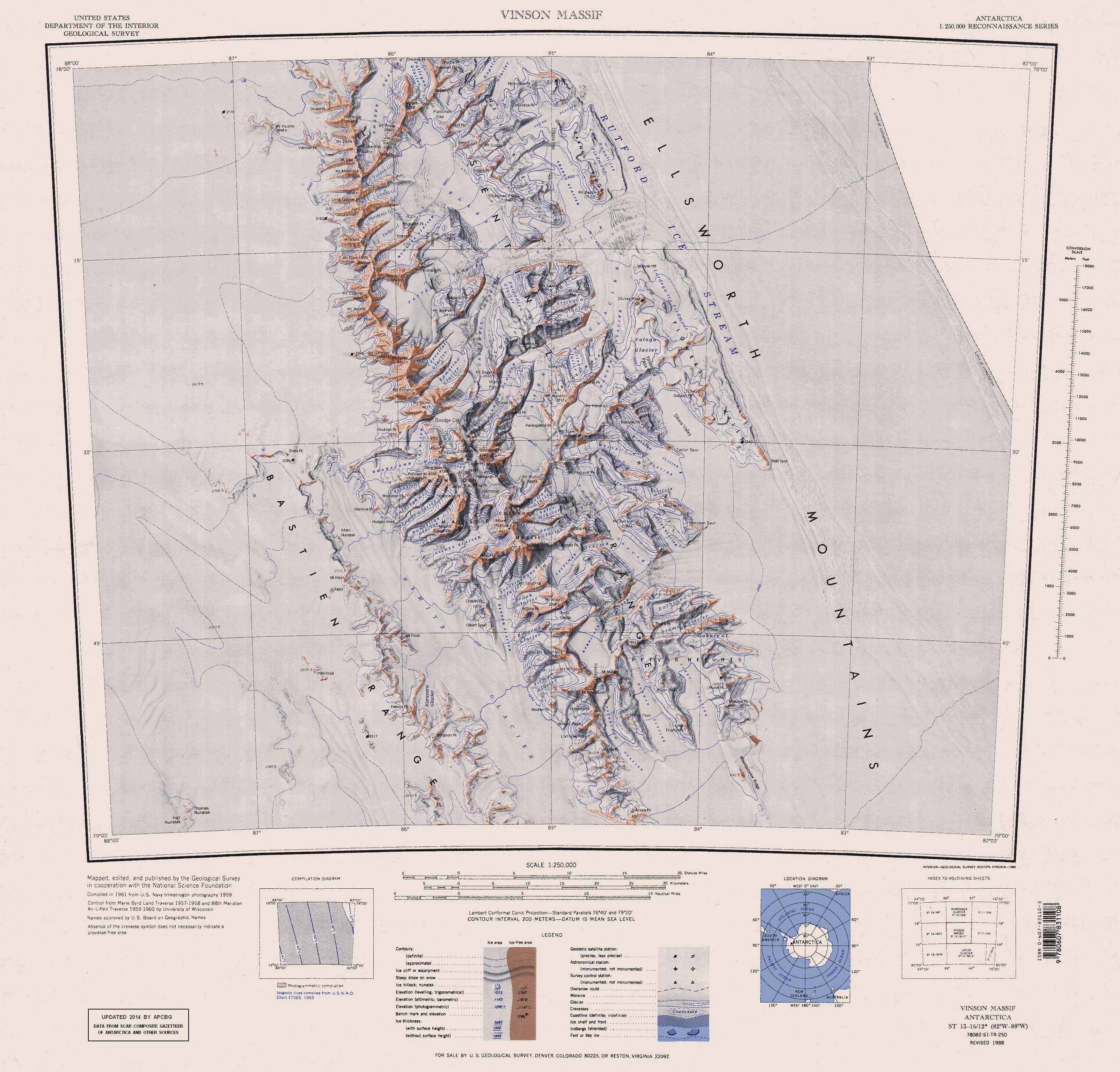

普爾普德瓦冰川是南極洲的冰川，位於埃爾斯沃思地，處於埃爾斯沃思山脈的森蒂納爾嶺，長8.5公里，以保加利亞南部的城鎮命名。
78°21′00″S 85°12′30″W / 78.35000°S 85.20833°W

## 外部連結
- Pulpudeva Glacier. （页面存档备份，存于） SCAR Composite Antarctic Gazetteer.